# Kopa János
Kopa János (Újpest, 1935. október 23. – Kaposvár, 2020 december) magyar idegsebész, elmegyógyász szakorvos.

## Élete
Szülei kétkezi munkások voltak: édesapja asztalos, édesanyja gyári munkás. A fővárosban érettségizett, majd utána a Pécsi Orvostudományi Egyetemen folytatta felsőfokú tanulmányait.
1956 őszén kezdte meg a harmadik évfolyamot Pécsen, ahol a forradalom első napjaiban megválasztották a Rozsos István vezetésével újonnan megalakult egyetemi zászlóalj egyik szakaszparancsnokának. A városban járőröztek, Kopa szakaszát egy időre a pécsi rádió védelmére is kirendelték.
A forradalom alatti szerepe miatt 1957-ben egyetemi fegyelmi bizottság elé állították. Nem kapott súlyos ítéletet: egy évre eltiltották a tudományos diákköri tevékenységtől.
1960-ban szerezte meg orvosi diplomáját Pécsen. Orvosi oklevelét az 1960-as években ideggyógyászati, elmegyógyászati és idegsebészeti szakvizsgával egészítette ki, 1993-ban kandidátusi, a következő évben PhD-, újabb egy év múlva habilitált doktori fokozatot szerzett. 1995-től egyetemi magántanár, 1998-tól pedig már főiskolai tanár.
A forradalom évében kezdett dolgozni a Pécsi Orvostudományi Egyetem Élettani Intézetében, majd az egyetem Ideg- és Elmegyógyászati Klinikájának tanársegédje, később adjunktusa lett. Sikeres pályázat révén 1973 elején foglalta el új állását a kaposvári megyei kórházban, ahol az ideg-elme osztály vezetését bízták a fiatal főorvosra. Az ő nevéhez fűződik a kórház idegsebészeti osztályának kialakítása, a régió teljes körű idegsebészeti ellátásának megszervezése, s kezdeményező szerepet játszott a magyarországi idegsebészeti mikrosebészetben és az ultrahang-diagnosztikában. Mind a tudományos elméletet, mind a klinikai gyakorlatot úttörő jellegű eredményekkel gazdagította a szakterületén, egyebek között számos gerinc- és koponyaműtétet dolgozott ki, új gerincműtéti eljárások hazai bevezetését szorgalmazta.
Tudományos munkáját már az egyetemi évek alatt, diákköri tagként megkezdte. Eleinte a magatartás-élettan terén végzett kutatásokat; egy általa leírt magatartásforma az ő nevét viseli. Később főként az éreredetű agyi megbetegedésekkel foglalkozott, az oxigénhiányos, vérzéses agyi kórképek specialistájának számít. Több száz tudományos előadást tartott, publikációi külföldi szaklapokban és könyvekben is napvilágot láttak. A Kaposi Mór Oktató Kórház 160 éve címmel könyvet szerkesztett Kaposvár legfontosabb egészségügyi intézményének történetéről; ez a munkája 2008-ban jelent meg.
Bekerült mind a Magyar Tudományos Akadémia köztestületébe, mind a Magyar Ideg-sebészeti Társaság vezetőségébe. Több nemzetközi orvostársaság, így az idegsebészek és az ideggyógyászok világszövetsége is tagjai közé fogadta. 2010-ben az ő elnökletével alakult meg a Rotary Club Kaposvár, mely a magyar kultúra hagyományos értékeinek megőrzését, kulturális és emberbaráti kapcsolatok kiépítését és ápolását tűzte ki célul.
Élete során több kitüntetéssel is elismerték munkásságát: Sántha Kálmán-emlékérmet és Somogy Megye Alkotói Díját a 90-es évek közepén, a Batthyány-Strattmann László-díjat az ezredfordulón, a Somogyért címet  2003-ban, a  Szabadságért Kaposvár Emlékérmet pedig 2018-ban kapta meg.
2020 decemberében hunyt el Kaposváron, s a Keleti temetőben helyezték örök nyugalomra.

## Díjai, elismerései
- Sántha Kálmán-emlékérem (1995)
- Somogy Megye Alkotói Díja (1996)
- Batthyány-Strattmann László-díj (2000)